# Skyclad
Skyclad – brytyjski zespół heavymetalowy z silnymi wpływami muzyki folk, uważany powszechnie za twórcę nowego rodzaju muzyki: folk metalu.
Zespół uformowali w 1990 roku Martin Walkyier i Steve Ramsey.

## Nazwa
Nazwa zespołu nie jest przypadkowym splotem liter i w pełni oddaje słowa piosenek. W potocznym j. angielskim skyclad to wyrażenie oznaczające nagość wszędzie/nagość na zewnątrz. Uformowało się wraz z powstaniem pogańskiej religii znanej i rozpowszechnionej w wielu krajach anglojęzycznych pod nazwą Wicca, w której większość działań rytualnych wykonuje się nago. Zespół nie stroni więc od rubasznego humoru i pogańskich wpływów w swojej żywej i skocznej muzyce.

## Dyskografia

### Albumy
- The Wayward Sons of Mother Earth - 1991
- A Burnt Offering for the Bone Idol - 1992
- Jonah's Ark - 1993
- Prince of the Poverty Line - 1994
- The Silent Whales of Lunar Sea - 1995
- Old Rope - 1996
- Irrational Anthems - 1996
- Oui Avant-Garde a Chance - 1996
- The Answer Machine? - 1997
- Vintage Whine - 1999
- Folkémon - 2000
- History Lessens - 2001
- Another Fine Mess - 2001
- No Daylights... Nor Heel Taps - 2002
- A Semblance of Normality - 2004
- In the... All Together - 2009

### Single
- "Tracks from the Wilderness" - 1992
- "Thinking Allowed?" - 1993
- "Outrageous Fourtunes" - 1998
- "Classix Shape" - 1999
- "Swords of a Thousand Men" - 2001
- "Jig-a-Jig" - 2006

## Skład

### Obecnie
- Steve Ramsey - gitara od 1990
- Graeme "Bean" English - bas od 1990
- Georgina Biddle - skrzypce od 1994
- Kevin Ridley - wokal od 2001, gitara od 1998, producent od 1990
- Arron Walton - perkusja od 2001

### Członkowie i założyciele
- Jay Graham - perkusja 1998–2001
- Martin Walkyier - wokal, liryki 1990–2000
- Nick Acons - skrzypce i gitara 1997
- John Leonard - flet, mandolina itp. 1997
- Mitch Oldham - perkusja 1997
- Dave Moore - gitara 1996
- Paul A.T. Kinson - perkusja 1996
- Paul Smith - perkusja 1996
- Dave Ray - gitara 1995
- Jed Dawkins - perkusja 1995
- Keith Baxter (zmarły) - perkusja 1990–1995
- Dave Pugh - gitara 1991–1995
- Fritha Jenkins - skrzypce 1991–1993
- Cath Powell - skrzypce 1993–1994
- Danny Porter - gitara 1991